# Imagine Cup
 (juillet 2011).
Si vous disposez d'ouvrages ou d'articles de référence ou si vous connaissez des sites web de qualité traitant du thème abordé ici, merci de compléter l'article en donnant les références utiles à sa vérifiabilité et en les liant à la section « Notes et références ».

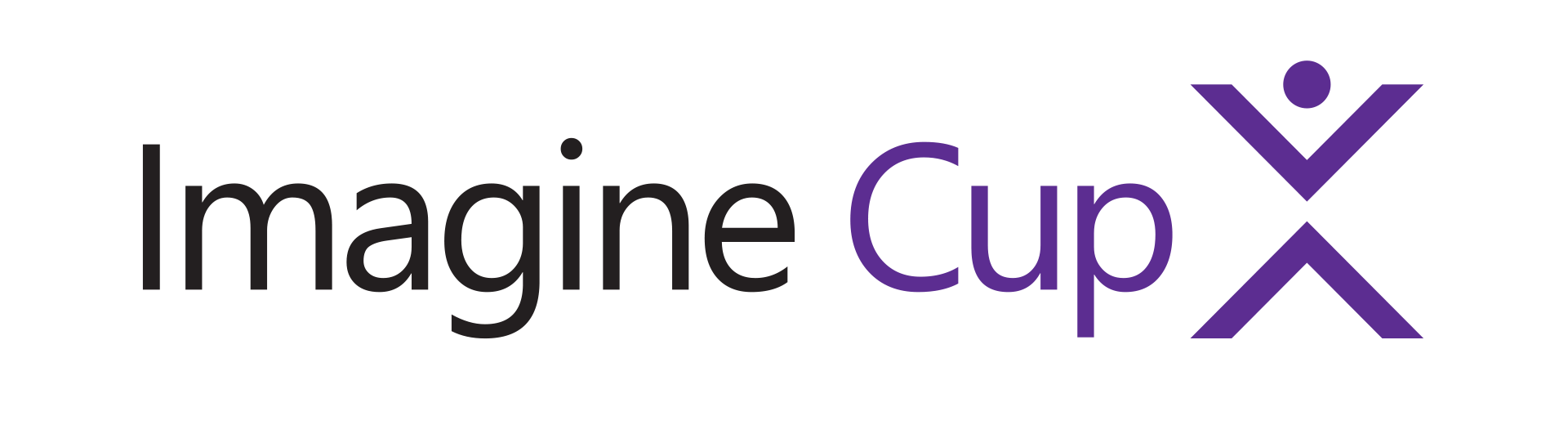
Logo de l'Imagine Cup

Imagine Cup est un concours technologique international réservé aux lycéens et aux étudiants organisé par la société informatique Microsoft. Créé en 2003, le concours Imagine Cup a déjà accueilli plus de 1,65 million étudiants issus de plus de 190 pays différents.
Selon le principe des Jeux olympiques, l’Imagine Cup est organisé en plusieurs catégories qui représentent les différents domaines des nouvelles technologies. Les meilleurs de chacune des 9 catégories se retrouvent ensuite pour une grande finale, qui est organisée chaque année par un pays différent.

## Thème 2007: Éducation & Technologie
Tout comme le pays hôte des phases finales, le thème de la compétition change chaque année. L'édition 2007 d'Imagine Cup aura donc pour thème l'éducation, à travers la problématique suivante : « Imaginez un monde dans lequel la technologie permette d'améliorer l'éducation. Tandis que certains tenteront d’uniformiser l’accès à l’éducation à travers le monde, d’autres rechercheront la prochaine avancée technologique, médicale ou scientifique. Quel que soit le point de vue que vous adopterez, vous déciderez comment la technologie vous permettra d'améliorer la situation. ».
Ce thème s'applique aux six catégories de « Solutions Technologiques » (Technology Solutions) et « Arts Numériques » (Digital Arts).

### CatégorieTechnology Solutions

#### Software Design
« La catégorie Software Design (conception logicielle) met au défi les étudiants du monde entier pour combiner imagination, innovation et compétence. L’objectif est de créer une solution applicative pour répondre de manière originale au thème de la compétition de cette année : Imaginez un monde où les technologies permettent une meilleure éducation pour tous ».

#### Embedded Development
« Les appareils deviennent plus petits, plus portatifs et ont de plus en plus d’impact sur nos vies quotidiennes. Voici l’occasion de libérer votre créativité et de changer le monde en développant votre propre appareil. Précédemment appelé Windows Embedded Student Challenge, cette compétition vous met au défi d’aller au-delà de l'ordinateur de bureau, de faire preuve de créativité pour construire une solution matérielle et logicielle complète en utilisant Windows CE et le matériel fourni. Créez une équipe de 3 à 4 membres, avec un tuteur du corps enseignant, pour développer un prototype en état de marche, qui permettra de résoudre certains des plus importants problèmes du monde. Entrez en compétition avec des étudiants du monde entier et démontrez votre capacité d’innovation. Comme les vainqueurs précédents, vous pourrez mettre à profit vos idées pour créer votre propre compagnie, ou les utiliser comme tremplin pour votre future carrière. »

#### Web Development
« En augmentant l’exposition du public à de nouveaux sujets et idées, Internet a révolutionné les méthodes de recherche et d’enseignement utilisées par le public. Comment mettre à profit cette technologie pour améliorer l’éducation à travers le monde ? Cette catégorie propose aux étudiants d’utiliser Internet pour créer des sites d’enseignement innovants en utilisant ASP.NET. »

### CatégorieDigital Arts

#### Photography
« Racontez une histoire sans utiliser de mots. Sous format photo uniquement, les participants doivent créer une histoire sur le thème de l’éducation. La définition de l’éducation varient selon les personnes. Pour certains, c’est la clé d’une vie meilleure. Pour d’autres l’éducation permet de repousser les limites du savoir humain. Cette année, les candidats doivent raconter une histoire, transmettre une émotion et provoquer le débat au travers d’une série d’instantanés. En informant et créant un lien émotionnel avec votre public, vous provoquerez le débat et même des passages à l’action. C’est ce lien émotionnel capable de démontrer à votre audience que la technologie peut améliorer l’éducation qu’il vous faut créer pour remporter la compétition. »

#### Short Film
« Dans cette catégorie, les étudiants sont invités à partager leur point de vue sur le thème d’Imagine Cup sous l’un des formats les plus difficiles de l’art audiovisuel : le court métrage. Du concept au montage, en passant par le scénario et l’enregistrement, votre défi est de transmettre votre message et d’émouvoir le public. Une vision innovante et une forte créativité sont indispensables à cet exercice, mais il vous faudra également utiliser les technologies numériques les plus récentes afin de transmettre un message fort en significations. Seuls les jeunes réalisateurs les plus talentueux parviendront à relever le défi. »

#### Interface Design
« Créativité, innovation, et fonctionnalité – lorsque ces 3 éléments sont réunis, l’utilisation d’un logiciel ou d’une application devient un pur moment de magie. L’expérience d’une interface utilisateur bien conçue peut élever ou détruire l’application qui y est liée. Le défi pour les designers à travers le monde est ici de créer une interface utilisateur fonctionnelle, innovante et captivante. Les participants ont l'occasion de créer l’application de leurs rêves, en relation avec le thème d’Imagine Cup, et de montrer au monde ce dont ils sont capables. Innovez et créez des interfaces révolutionnaires en vous affranchissant de toutes les approches traditionnelles. Renouvelez la manière dont l’utilisateur se comporte devant son moniteur. »

### CatégorieSkills Challenges

#### IT Challenge
« La catégorie Systèmes & Réseaux met en avant l'art et la science du développement, du déploiement et de la maintenance de systèmes informatiques performants, robustes et sécurisés. Avec l'ensemble d'outils et de techniques de base mis à votre disposition, vous devez élaborer une configuration personnalisée qui tienne compte des besoins du client. Vous aurez pour cela besoin d’une profonde compréhension du fonctionnement du client. Outre les processus d'analyse et de prise de décision, cette catégorie vous permet de montrer votre connaissance des réseaux, des bases de données et des serveurs ainsi que du processus de prise de décision lors de la mise en place d’un système informatique. » 

#### Algorithm
« La catégorie Algorithme met en évidence votre aptitude à résoudre un problème. Dans un monde où nous sommes limités par les processeurs et les capacités de stockage, la maitrise de cet art est essentielle. Grâce à la découverte, l'application et la mise en œuvre des algorithmes appropriés, il est possible de réaliser de nombreux tours de force. Le décodage du génome humain, l'acheminement de millions de paquets de données sur des réseaux, ou la recherche dans l'intégralité d'Internet en une nanoseconde en sont quelques exemples. Cette catégorie défie les plus pointus d'entre vous au travers d’énigmes, problèmes de codage et autres casse-têtes algorithmiques à résoudre. »

## Critiques
Microsoft a été critiqué pour inclure dans les règles légales encadrant la compétition le fait qu'en acceptant leur prix, les vainqueurs autorisent l'éditeur de logiciels à utiliser leurs concepts, technologies, idées et solution développées.
Cette compétition a également été précédemment critiquée pour avoir été essentiellement centrée autour de Microsoft, en instituant des consignes telles que l'obligation d'utiliser le framework propriétaire .NET 2.0, ainsi que Microsoft Visual Studio.